# Arttu Lappi
Arttu Ville Eemeli Lappi, finski smučarski skakalec  * 11. maj 1984, Kuopio, Finska.  
Prvič je na tekmi svetovnega pokala nastopil v Lahtiju v sezoni 2001/02, nato pa je večinoma nastopal v kontinentalnem pokalu. V sezoni 2002/03 se je uvrstil v prvo finsko ekipo. Nastopil je na svetovnem prvenstvu v Val di Fiemmeju leta 2003, osvojil je 6. mesto na mali skakalnici, ekipno pa je osvojil zlato medaljo na veliki napravi. 
Večino sezone 2003/04 je preskakal v kontinentalnem pokalu, prav tako tudi naslednji dve.
Nato pa je kot član finskega nacionalnega paketa zmagal na vetrovni tekmi v Kuusamu na začetku sezone 2006/07. Da zmaga ni bila naključje, je dokazal s 6. mestom v Oberstdorfu, 5. v Garmisch-Partenkirchnu in 4. v Innsbrucku. Skupno je osvojil 6. mesto v seštevku Novoletne turneje.
Po koncu skakalne sezone 2009/10 je končal z aktivnim tekmovanjem. 
Končal je študij prava in dela v Helsinkih kot pravnik.    
Osebni rekord v poletih ima pri 204 metrih iz letalnice v Vikersundu.

## Zmage
Arttu Lappi ima 1 zmago za svetovni pokal:
| Sezona  | Država/Prizorišče |
| ------- | ----------------- |
| 2006/07 | Kuusamo           |